# Melissa Hauschildt
Melissa Hauschildt (* 13. April 1983 in Adelaide als Melissa Rollison) ist eine ehemalige australische Leichtathletin und Triathletin. Sie ist Triathlon-Weltmeisterin auf der Langdistanz (2013), mehrfache Ironman-Siegerin (2014–2017) und gewann zweimal die Ironman 70.3 World Championship (2011, 2013). Hauschildt wird in der Bestenliste australischer Triathletinnen auf der Ironman-Distanz geführt.

## Werdegang
Die Mittelstreckenläuferin Melissa Rollison feierte ihren ersten Erfolg im Jahr 2000, als sie australische Meisterin über 3000 Meter Hindernis wurde. Diesen Titel konnte sie 2001 und 2002 verteidigen und in den Jahren 2006 und 2008 erneut gewinnen. Im Jahr 2006 gewann Rollison bei den Commonwealth Games die Silbermedaille über 3000 Meter Hindernis hinter der Weltmeisterin Dorcus Inzikuru. Bei den Crosslauf-Weltmeisterschaften 2006 belegte die Australierin im Mannschaftswettbewerb den dritten Platz auf der Kurzdistanz, im Jahr 2008 konnte sie dieses Ergebnis wiederholen.
Rollison wechselte in der Folge zum Triathlon, wo sie ihren ersten Erfolg 2010 mit einem zweiten Platz beim Ironman 70.3 Asia Pacific feierte.

### Siegerin Ironman 70.3 World Championships 2011
Im Jahr 2011 gewann sie in kurzer Zeit hintereinander drei Wettbewerbe über die halbe Ironman-Distanz. Nur ein Jahr nach ihrem ersten Start auf der Mitteldistanz siegte sie im September 2011 auch bei den Ironman 70.3 World Championships.

### ITU-Weltmeisterin Triathlon Langdistanz 2013
Im Juni 2013 wurde sie Weltmeisterin auf der Langdistanz und im September konnte sie in Las Vegas nach 2011 erneut auch die Ironman 70.3 World Championships gewinnen.
Im Mai 2014 holte sie sich im australischen Port Macquarie bei ihrem ersten Ironman-Start den Sieg. Ihren geplanten Start beim Ironman Hawaii musste sie im Oktober 2014 verletzungsbedingt absagen.
Im März 2015 gewann sie den Ironman Melbourne. Im Juli 2016 konnte Hauschildt in Frankfurt am Main die Ironman European Championships gewinnen. In Wiesbaden gewann sie im August 2016 auch die Ironman 70.3 European Championship und im September wurde sie in Australien Zweite bei den Ironman 70.3 World Championships.
Im April 2018 konnte sie ihre persönliche Bestzeit bei den North American Championships verbessern und zum sechsten Mal ein Ironman-Rennen nach 8:31:04 h für sich entscheiden. Nach dem Rennen wurde bekannt, dass die Radstrecke um drei Kilometer verkürzt und die Zeiten somit nicht als offizielle Ironman-Rekorde anerkannt werden. Im Juni gewann die damals 35-Jährige in Dänemark zum zweiten Mal nach 2016 die Ironman European Championships.
2019 erklärte sie ihre Schwangerschaft und legte eine Mutterschaftspause ein. Seitdem tritt sie nicht mehr international in Erscheinung.

## Sportliche Erfolge
| Datum/Jahr    | Rang | Wettbewerb            | Austragungsort | Zeit     | Bemerkung          |
| ------------- | ---- | --------------------- | -------------- | -------- | ------------------ |
| 31. Aug. 2014 | 5    | Hy-Vee Triathlon 5150 | Des Moines     | 01:58:58 | U.S. Championships |
| 1. Sep. 2013  | 2    | Hy-Vee Triathlon 5150 | Des Moines     | 01:58:30 | U.S. Championships |
| 4. Nov. 2012  | 7    | Noosa Triathlon       | Noosa          | 02:02:57 |                    |
| 30. Okt. 2011 | 1    | Noosa Triathlon       | Noosa          | 02:00:25 | [ 4 ]              |

| Datum/Jahr    | Rang | Wettbewerb                          | Austragungsort   | Zeit     | Bemerkung                                                                        |
| ------------- | ---- | ----------------------------------- | ---------------- | -------- | -------------------------------------------------------------------------------- |
| 17. Juni 2018 | 1    | Ironman 70.3 European Championships | Helsingør        | 04:07:18 | Siegerin der Ironman 70.3 European Championships beim Ironman 70.3 Elsinore      |
| 8. Apr. 2018  | 1    | Ironman 70.3 Texas                  | Galveston Island | 04:07:55 |                                                                                  |
| 9. Sep. 2017  | 10   | Ironman 70.3 World Championships    | Chattanooga      | 04:27:36 |                                                                                  |
| 4. Sep. 2016  | 2    | Ironman 70.3 World Championships    | Mooloolaba       | 04:11:09 | [ 5 ]                                                                            |
| 14. Aug. 2016 | 1    | Ironman 70.3 European Championships | Wiesbaden        | 04:27:35 | Siegerin der Ironman 70.3 European Championship beim Ironman 70.3 Germany        |
| 7. Feb. 2016  | 1    | Ironman 70.3 Geelong                | Geelong          | 04:14:28 |                                                                                  |
| 1. Feb. 2015  | 1    | Challenge Melbourne                 | Melbourne        | 04:19:12 |                                                                                  |
| 6. Dez. 2014  | 6    | Challenge Bahrain                   | Bahrain          | 04:02:31 | bei der Erstaustragung                                                           |
| 30. Nov. 2014 | 1    | Challenge Laguna Phuket             | Phuket           | 04:27:40 |                                                                                  |
| 17. Aug. 2014 | 1    | Ironman 70.3 Timberman              | New Hampshire    | 04:12:52 |                                                                                  |
| 20. Juli 2014 | 1    | Ironman 70.3 Racine                 | Racine           | 04:11:51 |                                                                                  |
| 22. Feb. 2014 | 1    | Challenge Philippines               | Morong           | 04:39:26 | Siegerin bei der Erstaustragung                                                  |
| 24. Nov. 2013 | 1    | Laguna Phuket Triathlon             | Phuket           | 02:45:24 |                                                                                  |
| 10. Nov. 2013 | 1    | Ironman 70.3 Mandurah               | Mandurah         | 04:03:46 | Australische Meisterschaften auf der Mitteldistanz (Australia Pro Championships) |
| 29. Sep. 2013 | 1    | Ironman 70.3 Augusta                | Augusta          | 04:03:27 |                                                                                  |
| 22. Sep. 2013 | 2    | Ironman 70.3 Cozumel                | Cozumel          | 04:13:12 |                                                                                  |
| 8. Sep. 2013  | 1    | Ironman 70.3 World Championship     | Las Vegas        | 04:20:07 |                                                                                  |
| 18. Aug. 2013 | 1    | Ironman 70.3 Timberman              | New Hampshire    |          |                                                                                  |
| 2. Dez. 2012  | 1    | Ironman 70.3 Asia Pacific           | Phuket           | 04:23:30 |                                                                                  |
| 20. Okt. 2012 | 1    | Ironman 70.3 Mandurah               | Mandurah         |          | Australische Meisterschaften auf der Mitteldistanz                               |
| 30. Sep. 2012 | 1    | Ironman 70.3 Augusta                | Augusta          | 04:06:56 |                                                                                  |
| 23. Sep. 2012 | 2    | Ironman 70.3 Cozumel                | Cozumel          |          |                                                                                  |
| 4. Dez. 2011  | 1    | Ironman 70.3 Asia Pacific           | Phuket           | 04:17:01 | [ 7 ]                                                                            |
| 11. Sep. 2011 | 1    | Ironman 70.3 World Championship     | Henderson        | 04:20:55 |                                                                                  |
| 14. Aug. 2011 | 1    | Steelhead Ironman 70.3              | Benton Harbor    |          |                                                                                  |
| 17. Juli 2011 | 1    | Vineman Ironman 70.3                | Sonoma County    | 04:09:00 |                                                                                  |
| 9. Juli 2011  | 1    | Ironman 70.3 Muncie                 | Muncie           | 04:08:48 |                                                                                  |
| 5. Dez. 2010  | 2    | Ironman 70.3 Asia Pacific           | Phuket           | 04:24:53 |                                                                                  |

| Datum/Jahr    | Rang | Wettbewerb                                      | Austragungsort    | Zeit     | Bemerkung                                                                           |
| ------------- | ---- | ----------------------------------------------- | ----------------- | -------- | ----------------------------------------------------------------------------------- |
| 28. Apr. 2018 | 1    | Ironman Texas                                   | The Woodlands     | 08:31:04 | mit neuer persönlicher Bestzeit – verkürzter Radkurs                                |
| 3. Dez. 2017  | 1    | Ironman Western Australia                       | Busselton         | 07:52:04 | verkürzter Kurs als Duathlon                                                        |
| 14. Okt. 2017 | 14   | Ironman Hawaii                                  | Hawaii            | 09:28:40 |                                                                                     |
| 4. Dez. 2016  | 1    | Ironman Western Australia                       | Busselton         | 08:54:38 | vierter Ironman-Sieg – mit neuem Streckenrekord                                     |
| 8. Okt. 2016  | DNF  | Ironman Hawaii                                  | Hawaii            | –        |                                                                                     |
| 3. Juli 2016  | 1    | Ironman Germany                                 | Frankfurt am Main | 09:01:17 | Siegerin Ironman European Championship                                              |
| 22. März 2015 | 1    | Ironman Melbourne                               | Melbourne         | 08:52:51 |                                                                                     |
| 11. Okt. 2014 | DNS  | Ironman Hawaii                                  | Hawaii            | –        | verletzungsbedingte Absage                                                          |
| 15. März 2014 | 1    | Abu Dhabi International Triathlon               | Abu Dhabi         | 07:24:50 |                                                                                     |
| 4. Mai 2014   | 1    | Ironman Australia                               | Port Macquarie    | 09:28:43 |                                                                                     |
| 1. Juni 2013  | 1    | ITU Long Distance Triathlon World Championships | Belfort           | 04:42:15 | Triathlon-Weltmeisterin auf der Langdistanz                                         |
| 21. Apr. 2013 | 1    | Samui Triathlon                                 | Ko Samui          | 06:14:49 | Siegerin auf der Langdistanz (4 km Schwimmen, 122,65 km Radfahren und 30 km Laufen) |
| 2. März 2013  | 1    | Abu Dhabi International Triathlon               | Abu Dhabi         | 07:20:29 | [ 9 ]                                                                               |
| 3. März 2012  | 4    | Abu Dhabi International Triathlon               | Abu Dhabi         | 07:05:00 |                                                                                     |
| 11. Feb. 2012 | 1    | Falls Creek Triathlon                           | Australien        |          | Australische Meisterin auf der Langdistanz                                          |

| Datum/Jahr    | Rang | Wettbewerb                 | Austragungsort | Zeit     | Bemerkung                                                                            |
| ------------- | ---- | -------------------------- | -------------- | -------- | ------------------------------------------------------------------------------------ |
| 2008          | 1    | Australische Meisterschaft | Australien     |          | 3000-m-Hindernislauf                                                                 |
| 2006          | 1    | Australische Meisterschaft | Australien     |          | 3000-m-Hindernislauf                                                                 |
| 22. März 2006 | 2    | Commonwealth Games 2006    | Melbourne      | 09:24,29 | 3000-m-Hindernislauf – Zweite hinter Dorcus Inzikuru aus Uganda (Weltmeisterin 2005) |
| 2002          | 1    | Australische Meisterschaft | Australien     |          | 3000-m-Hindernislauf                                                                 |
| 2001          | 1    | Australische Meisterschaft | Australien     |          | 3000-m-Hindernislauf                                                                 |
| 2000          | 1    | Australische Meisterschaft | Australien     |          | 3000-m-Hindernislauf                                                                 |

(DNF – Did Not Finish; DNS – Did Not Start)